# Koszmosz–860
A Koszmosz–860 a szovjet USZ–A aktív radarfelderítő műhold második tesztrepülése volt.

## Küldetés
A szovjet Legenda (oroszul: Легенда) tengeri felderítő rendszerhez készült USZ–A típusú, aktív radarberendezéssel felszerelt felderítő műhold prototípusa. A repülés a radarfelderítő műhold első kísérleti indítása volt, melynek során tesztelték a berendezést. A műholdba a BESZ–5 Buk nukleáris termoelektromos generátor teljes méretű makettjét építették. A Koszmosz–785 programját folytatta.

## Jellemzői
1976. október 17-én a bajkonuri űrrepülőtér indítóállomásról egy
Ciklon-2A hordozórakétával juttatták Föld körüli, közeli körpályára. Az orbitális egység alappályája 89,6 perces, 65 fokos hajlásszögű, elliptikus pálya perigeuma 251 kilométer, apogeuma 265 kilométer volt.
1976. november 10-én az orbitális egység pályáját 104,26 perces, 64,7 fokos hajlásszögű, elliptikus pálya perigeumát 911 kilométerre, apogeumát 1010 kilométerre állították be.
Hasznos tömege 3800 kilogramm. 2010-ben az űregység orbitális pályáját még korrigálták (13 alkalommal), biztosítva a közel körpályás haladási magasságot. Felépítése hengeres, átmérője 1.3 méter, magassága 10 méter.  A sorozat felépítését, szerkezetét, alapvető fedélzeti rendszereit tekintve egységesített, szabványosított űreszköz.
Szolgálati idejének vége ismeretlen.